# 滩堆乡
滩堆乡（藏語：དར་མདུད་），是中华人民共和国西藏自治区那曲市安多县下辖的一个乡镇级行政单位。

## 行政区划
滩堆乡下辖以下地区：
昂青村、龙仁村和隆嘠村。